# هاریانا (شهرک)
هاریانا (به انگلیسی: Hariana) یک منطقهٔ مسکونی در هند است که در بخش هوشیارپور واقع شده‌است. هاریانا ۷٬۸۱۳ نفر جمعیت دارد و ۳۰۰ متر بالاتر از سطح دریا واقع شده‌است.